# Ladrillo aplantillado
Un ladrillo aplantillado es aquel que tiene un perfil curvo, de forma que al colocar una hilada de ladrillo, generalmente a sardinel, forma una moldura corrida. El nombre proviene de las plantillas que utilizaban los canteros para labrar las piedras, y que se utilizan para dar la citada forma al ladrillo.